# José Lages Perestrelo de Vasconcelos
José Lages Perestrelo de Vasconcelos Martins Gomes da Costa (Lisboa, São Mamede, 17 de Fevereiro de 1881 - 28 de Julho de 1935) foi um político português.

## Biografia
Filho do primeiro casamento de Luís Augusto Perestrelo de Vasconcelos (Lisboa, Santa Engrácia, 25 de Fevereiro de 1843 - ?), Moço Fidalgo da Casa Real em 1876, Conselheiro e Director-Geral da Tesouraria do Ministério da Fazenda em 1887, sobrinho paterno homónimo do 1.° Visconde de São Torquato, e de sua mulher Bernarda Alexandrina Chaves Lages (Coimbra, São Bartolomeu, 1855 - ?), filha do Conselheiro José António Gomes Lages, Par do Reino, e de sua mulher Alexandrina Amélia da Costa Chaves e Melo.
Fez os estudos preparatórios no Liceu Central de Lisboa, em 1893, e no Liceu Central de Coimbra, em 1894-1896. Frequentou a Universidade de Coimbra no ano lectivo de 1898-1899, matriculando-se no Instituto de Agronomia e Veterinária de Lisboa em Outubro de 1900.
Regenerador, foi eleito Deputado pelo Círculo Eleitoral de Santarém para a Legislatura de 1904, de que prestou juramento a 4 de Outubro desse ano. A única referência a destacar nesta Legislatura de Sessão única, foi o facto de integrar a deputação que deveria apresentar ao Rei D. Carlos I de Portugal a lista quíntupla com os candidatos à Presidência da Câmara dos Deputados, a 4 de Outubro de 1904. Foi reeleito em Abril de 1906, novamente pelo Círculo Eleitoral de Santarém, e foi proclamado a 4 de Junho desse ano. A dissolução do Parlamento conduziu a novas eleições em Agosto de 1906, sendo reeleito pelo Círculo Eleitoral de Beja para a Legislatura de 1906-1908, de que prestou juramento a 2 de Outubro de 1906. Não há registo de qualquer intervenção sua no Parlamento.